# Katipo
Katipo (Latrodectus katipo) – pająk z rodziny omatnikowatych (Theridiidae).  Jest jednym z wielu gatunków w rodzaju Latrodectus, takich jak australijski Latrodectus hasselti, czy północnoamerykańska czarna wdowa.
Długość jego ciała wynosi ok. 8 mm, ma kulisty czarny odwłok z czerwonym lub pomarańczowym wzorem. Katipo jest zagrożonym gatunkiem. Jest to gatunek endemiczny, występuje wyłącznie na terenie Nowej Zelandii.
Jego jad może być śmiertelny dla człowieka. Wydaje się, że ostatnie śmiertelne zdarzenie miało miejsce w 1901 roku, o czym informuje Evening Post z 25 września tego roku: "AUCKLAND, This Day. Pan George Twidle, w wieku 47 lat, syn pana George Twidle z Pukekohe, został ukąszony przez pająka katipo 16 września. Jego ramię spuchło, a on cierpiał wielki ból do ostatniej soboty, kiedy to zmarł. Pozostawia wdowę i kilkoro dzieci". Na jad tego pająka jest dostępna antytoksyna.

## Spadek populacji
Katipō jest gatunkiem zagrożonym i od niedawna jest zagrożony wyginięciem. Szacuje się, że pozostało zaledwie kilka tysięcy katipō na około 50 obszarach na Wyspie Północnej i ośmiu obszarach na Wyspie Południowej, co czyni go rzadszym niż niektóre gatunki kiwi. Do jego spadku przyczyniło się wiele czynników; głównymi wydają się być utrata siedlisk i pogarszająca się jakość pozostałych. Ingerencja człowieka w ich naturalne habitaty ma miejsce od ponad wieku po osiedleniu się Europejczyków. Modyfikacja wydm nadbrzeżnych wynikająca z rolnictwa, leśnictwa lub rozwoju miast, wraz z działalnością rekreacyjną, taką jak korzystanie z wózków plażowych, pojazdów terenowych, jazda konna po plaży i zbieranie dryfującego drewna, zniszczyły lub zmieniły obszary, na których żyje katipō. Wprowadzenie wielu inwazyjnych roślin egzotycznych również przyczyniło się do spadku odpowiedniej jakości siedlisk.